# Debra Hayward
Debra Hayward ist eine britische Filmproduzentin, die 2013 für einen Oscar nominiert wurde.

## Karriere
Debra Hayward trat das erste Mal 1996 als Filmproduzentin für den Fantasyfilm Nessie – Das Geheimnis von Loch Ness, welcher das Thema vom Ungeheuer von Loch Ness behandelt, in Erscheinung. Die Verfilmung des Musicals Les Misérables wurde unter dem gleichen Titel 2012 ins Kino gebracht. Das britische Filmdrama, bei welchem sie als Produzentin mitwirkte, wurde unter anderem bei der Oscarverleihung 2013 in der Kategorie Bester Film nominiert.

## Filmografie (Auswahl)
- 1996: Nessie – Das Geheimnis von Loch Ness (Loch Ness)
- 1997: Heirat nicht ausgeschlossen (The MatchMaker)
- 1997: Ein Fall für die Borger (The Borrowers)
- 2001: Bridget Jones – Schokolade zum Frühstück (Bridget Jones’s Diary)
- 2002: Der Super-Guru (The Guru)
- 2002: About a Boy oder: Der Tag der toten Ente (About a Boy)
- 2002: 40 Tage und 40 Nächte (40 Days and 40 Nights)
- 2003: Tatsächlich… Liebe (Love Actually)
- 2003: Johnny English – Der Spion, der es versiebte (Johnny English)
- 2004: Bridget Jones – Am Rande des Wahnsinns (Bridget Jones - The Edge of Reason)
- 2004: Wimbledon – Spiel, Satz und … Liebe (Wimbledon)
- 2005: Eine zauberhafte Nanny (Nanny McPhee)
- 2005: Stolz und Vorurteil (Pride & Prejudice)
- 2005: Die Dolmetscherin (The Interpreter)
- 2006: Flug 93 (United 93)
- 2007: Mr. Bean macht Ferien (Mr. Bean’s Holiday)
- 2007: Abbitte (Atonement)
- 2008: Frost/Nixon
- 2009: State of Play – Stand der Dinge (State of Play)
- 2010: Eine zauberhafte Nanny – Knall auf Fall in ein neues Abenteuer (Nanny McPhee and the Big Bang)
- 2010: Senna (Dokumentarfilm)
- 2011: Paul – Ein Alien auf der Flucht (Paul)
- 2011: Johnny English – Jetzt erst recht! (Johnny English Reborn)
- 2011: Dame, König, As, Spion (Tinker Tailor Soldier Spy)
- 2012: Les Misérables
- 2016: Bridget Jones’ Baby (Bridget Jones’s Baby)
- 2018: Maria Stuart, Königin von Schottland (Mary Queen of Scots)
- 2024: Back to Black